# Congregatiekapel (Veghel)
De Congregatiekapel is een eind negentiende-eeuws gebouw in de Nederlandse plaats Veghel. De kapel ligt in het dorpscentrum, nabij de Lambertuskerk. Het gebouw is sinds 2002 een rijksmonument. In de nieuwjaarsnacht van 2023 brandde hij geheel uit. Alleen de buitenmuren bleven staan. 

## Geschiedenis
De Congregatiekapel werd aanvang jaren 1890 gebouwd in opdracht van de congregatie Broeders van Maastricht. Het gebouw werd in neogotische stijl opgetrokken naar een ontwerp van Joseph Cuypers. De kosten bedroegen 23.400 gulden. De kapel werd in gebruik genomen op 13 november 1892, op de feestdag van de patroon van de jeugd, de heilige Stanislaus Kostka.
Vanaf de jaren vijftig tot in de jaren zeventig was de kapel in gebruik als openbare leeszaal en vanaf beginjaren tachtig was enkele decennia de Selimiye Moskee erin gevestigd. Daarna stond het gebouw leeg, maar er waren plannen om er een verpleeghuis te realiseren met twintig appartementen voor dementerende mensen. Vlak nadat het jaar 2023 was ingeluid, brandde het gebouw volledig uit. Het dak ging verloren, maar de buitenmuren bleven behouden.

## Bouwkundig
De kapel is gesitueerd ten noordwesten van de Lambertuskerk, naast het plaatselijke kerkhof, op enkele tientallen meters van de kerk. Het heeft een rechthoekige plattegrond en bestaat uit een middenschip, geflankeerd door smalle zijbeuken en een driezijdig gesloten koor. Het middenschip bevatte oorspronkelijk een zadeldak, gedekt met leien. Op de nok van het dak stond tot aan de brand in 2023 een achthoekige dakruiter met hoge spits. De zijbeuken werden bij de bouw voorzien van een plat dak met opengewerkt bakstenen balustrade. Het geheel werd opgetrokken uit machinale baksteen met speklagen in gele steen.
Decoratieve elementen werden uitgevoerd in natuursteen. Middenschip en zijschepen zijn in de voorgevel duidelijk te onderscheiden. Het middendeel met topgevel is voorzien van steunberen, boven de gevel opgemetseld met een stervormige omtrek en bekroond door natuurstenen pinakels. De aangrenzende gevels van de zijbeuken hebben een balustrade. Op de hoeken zijn steunberen, opgemetseld als bij het middenschip. De topgevel wordt bekroond door een pinakel.
In een grote spitsboog, in het midden van de voorgevel, werd door Cuypers een openslaande dubbele houten deur geïnstalleerd. Erboven kwam een glas-in-loodraam met driedelig natuurstenen maaswerk in neogotische vormgeving. De velden aan weerszijden van de spitsboog zijn opgevuld met tegels. In het mozaïek aldaar zijn keramische reliëftegels verwerkt met een voorstelling van een Franse lelie. Erboven en in de topgevels zijn hoge spitsboogramen geplaatst. In het midden van de gevel is een console en baldakijn met spits. Nissen met console en baldakijn werden ook op de voorgevel ter plekke van de zijbeuken aangebracht. Daarboven bevinden zich spitsboogblindnissen, gevuld met mozaïek als dat naast de hoofdingang. De zijgevels worden geleed door steunberen. Deze steken boven de balustrade uit en hebben een bekroning in de vorm van een zadeldakje. Per travee is een groot triplet op een hardstenen vensterbank geplaatst. De ramen daarvan werden gevuld met glas in lood.
De achtergevel van het koor heeft spitsboogramen. In het interieur is de verdeling van middenschip en zijbeuken zichtbaar. In de zijbeuken is de vorm van de spitsbooggewelven herkenbaar gebleven. Het koor werd tot aan de aanzet van het gewelf afgetimmerd. Het interieur werd in belangrijke mate uitgevoerd in schoon metselwerk, later gedeeltelijk afgewerkt met onder meer houten platen.

## Rijksmonument
Op 22 augustus 2002 werd de voormalige Congregatiekapel ingeschreven in het monumentenregister van de Rijksdienst voor het Cultureel Erfgoed en daarmee aangewezen als rijksmonument (nr. 521265). 